# Рух (стадион, Ивано-Франковск)
«Рух» (укр. Рух) — футбольный стадион в городе Ивано-Франковске. Одна из старейших спортивных арен Украины. Стадион являлся домашней ареной для клуба Первой лиги «Прикарпатье». Также на этом стадионе играл «Спартак». Ранее стадион назывался «Кристалл». Ныне на этом стадионе играет ФК «Прикарпатье», выступающий в Первой Лиге.

## История

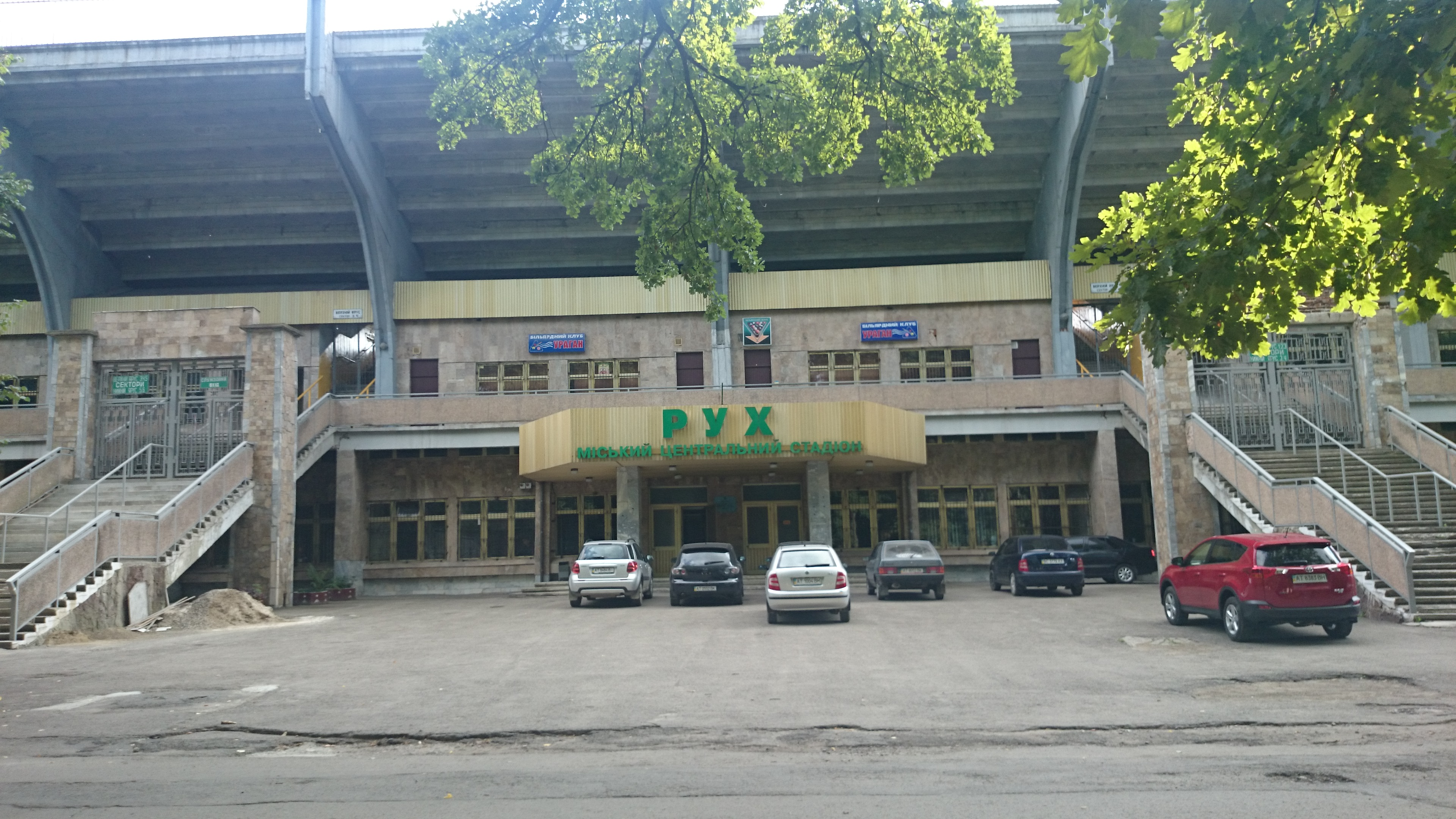
Здание стадиона.

Реконструкцию стадиона «Рух» начали в 1987 году. Город уже вложил в реконструкцию стадиона свыше 30 000 000 гривен, а для завершения нужно ещё почти 20 000 000 гривен. В 2007 году Ивано-Франковский горисполком разработал инвестиционный проект по строительству на базе стадиона «Рух» спортивного комплекса стоимостью 10 000 000 евро. В 2008 году городской совет выделил 2 000 000 гривен на развитие и реконструкцию стадиона. В 2008 году сообщалось, что «Рух» собирались достроить специально к чемпионату Европы 2012 года, прошедшему в Польше и Украине.

## Основные характеристики
Вмещает 15 000 зрителей. В данный момент имеет 6 500 индивидуальных пластиковых кресел.